# 제3종 국민주택채권
제3종 국민주택채권은 주거전용면적 85제곱미터를 초과하는 공동주택을 건설하기 위하여 공공택지를 공급받는 법인이나 개인이 매입해야하는 소화첨가형채권이다.

## 표면이자율
한때는 표면이자율이 10%를 초과한적이 있었는데 법개정으로 0% 표면이자율로 결정하였음 10%수익률의 제3종 주민주택채권 보유자는 만기까지 문제없이 들고 갈 수 있다.(다만 매매수수료만 부과) 지금은 발행중지된 채권이고 보유자는 만기까지 채우면 됨(시중에서 평가하는 매매가격 따라 달라질 수 있다.)

## 만기
제3종은 10년, 20년 만기가 존재

## 원금 및 이자 시효
제1종 국민주택채권 및 제2종 국민주택채권의 원금 및 이자시효와 동일